# Saulheim
Saulheim är en kommun i Landkreis Alzey-Worms i förbundslandet Rheinland-Pfalz i Tyskland. Kommunen bildades 7 juni 1969 genom en sammanslagning av kommunerna Nieder-Saulheim och Ober-Saulheim.
Kommunen ingår i kommunalförbundet Verbandsgemeinde Wörrstadt tillsammans med ytterligare 12 kommuner.